# 丹尼爾·珀爾
丹尼尔·珀尔（1963年10月10日 - 2002年2月1日）是一位华尔街日报记者。2002年1月23日，他前往卡拉奇，打算采访當地一位宗教领袖，結果途中被吉哈德主義分子绑架。 
绑架者向美國聯邦政府发出了最后通牒，要求从美国监狱中释放所有巴基斯坦武裝人員。在他失踪几天后，绑架珀尔的人发布了一段视频，珀尔视频中谴责美国的外交政策，并反复对着镜头说他和家人是犹太人，曾去过以色列。随后，他的喉咙被割开，头颅被砍下。 